# Dekanat Perthshire
Dekanat Perthshire – jeden z 6 dekanatów rzymskokatolickiej diecezji Dunkeld w Szkocji. 
Według stanu na październik 2016 w skład dekanatu wchodziło 16 parafii rzymskokatolickich. 

## Lista parafii
Źródło:
| Lp. | Miejscowość  | Parafia                                               | Grafika | Kościół                                                              | Adres                                         |
| --- | ------------ | ----------------------------------------------------- | ------- | -------------------------------------------------------------------- | --------------------------------------------- |
| 1   | Aberfeldy    | Parafia Najświętszej Maryi Panny Matki Miłosierdzia   |         | Kościół Najświętszej Maryi Panny Matki Miłosierdzia w Aberfeldy      | Home Street Aberfeldy. PH15 2AL               |
| 2   | Alyth        | Parafia św. Luana                                     |         | Kościół św. Luana w Alyth                                            | Alexandra Street Alyth. PH11 8AS              |
| 3   | Auchterarder | Parafia Najświętszej Maryi Panny Wspomożenia Wiernych |         | Kościół Najświętszej Maryi Panny Wspomożenia Wiernych w Auchterarder | Castleton Road Auchterarder. PH3 1JW          |
| 4   | Blairgowrie  | Parafia św. Szczepana                                 |         | Kościół św. Szczepana w Blairgowrie                                  | 8 Bank Street Blairgowrie. PH10 6DE           |
| 5   | Callander    | Parafia św. Józefa Robotnika                          |         | Kościół św. Józefa Robotnika w Callander                             | 2A Ancaster Square Callander. FK17 8ED        |
| 6   | Comrie       | Parafia św. Małgorzaty                                |         | Kościół św. Małgorzaty w Comrie                                      | Drummond Street Comrie PH6 2DY                |
| 7   | Crieff       | Parafia św. Fillana                                   |         | Kościół św. Fillana w Crieff                                         | Ford Road, Crieff. PH7 3HN                    |
| 8   | Coupar Angus | Parafia Najświętszej Maryi Panny                      |         | Kościół Najświętszej Maryi Panny w Coupar Angus                      | Queen Street Coupar Angus                     |
| 9   | Doune        | Parafia św. Fillana i św. Alfonsa                     |         | Kościół św. Fillana i św. Alfonsa w Doune                            | Main Street Doune. Perthshire FK16 6BW        |
| 10  | Dunblane     | Parafia Świętej Rodziny                               |         | Kościół Świętej Rodziny w Dunblane                                   | St Clare’s Claredon Place Dunblane. FK15 9HB  |
| 11  | Dunkeld      | Parafia św. Kolumby                                   |         | Kościół św. Kolumby w Dunkeld                                        | St Bride’s Rie-Achan Road Pitlochry. PH16 5AL |
| 12  | Perth        | Parafia Matki Bożej z Lourdes                         |         | Kościół Matki Bożej z Lourdes w Perth                                | Struan Road Perth PH1 2JP                     |
| 13  | Perth        | Parafia św. Jana Chrzciciela                          |         | Kościół św. Jana Chrzciciela w Perth                                 | 20 Melville Street Perth PH1 5PY              |
| 14  | Perth        | Parafia św. Marii Magdaleny                           |         | Kościół św. Marii Magdaleny w Perth                                  | 7 Glenearn Road Perth PH2 0BD                 |
| 15  | Perth        | Parafia Najświętszej Maryi Panny Wspomożenia Wiernych |         | Monastyr Najświętszej Maryi Panny Wspomożenia Wiernych w Perth       | Hatton Road Kinnoull Perth. PH2 7BP           |
| 16  | Pitlochry    | Parafia św. Bride'a                                   |         | Kościół św. Bride'a w Pitlochry                                      | Rie-Achan Road Pitlochry. PH16 5AL            |